# Hyperolius balfouri
Hyperolius balfouri là một loài ếch thuộc họ Hyperoliidae.
Loài này có ở Cameroon, Cộng hòa Trung Phi, Cộng hòa Dân chủ Congo, Ethiopia, Kenya, Sudan, Uganda, có thể cả Chad, và có thể cả Nigeria.
Môi trường sống tự nhiên của chúng là rừng khô nhiệt đới hoặc cận nhiệt đới, rừng ẩm vùng đất thấp nhiệt đới hoặc cận nhiệt đới, xavan khô, xavan ẩm, đồng cỏ nhiệt đới hoặc cận nhiệt đới vùng ngập nước hoặc lụt theo mùa, đầm nước ngọt, đầm nước ngọt có nước theo mùa, và rừng trước đây suy thoái nghiêm trọng.
Chúng hiện đang bị đe dọa vì mất môi trường sống.